# Лічман Володимир Павлович
Володимир Павлович Лічман (нар. 18 листопада 1956, село Чернявка, тепер Оратівського району Вінницької області) — український радянський діяч, тракторист колгоспу імені 40-річчя Жовтня Оратівського району Вінницької області. Депутат Верховної Ради УРСР 11-го скликання.

## Біографія
Освіта середня.
З 1974 року — колгоспник, тракторист колгоспу імені 40-річчя Жовтня села Чернявка Оратівського району Вінницької області. Служив у Радянській армії.
Потім — на пенсії в селі Чернявка Оратівського району Вінницької області.

## Нагороди
- ордени
- медалі